# Marguerite Snow
Marguerite Snow (Salt Lake City, 9 september 1889 - Los Angeles, 17 februari 1958) was een Amerikaanse stommefilm- en toneelactrice.

## Biografie
Snow werd geboren in Salt Lake City (Utah) als dochter van William G. Snow en Marguerite West. Haar vader was een komiek en minstreel. Ze groeide op in Savannah (Georgia). Na de dood van haar vader verhuisde haar moeder met het gezin naar Denver (Colorado). Snow liep school aan de Loretta Heights Academy en acteerde in lokale toneelstukken. In Denver volgde ze een acteeropleiding.
Als kind speelde ze al veel rollen, maar haar toneelcarrière begon pas echt toen ze zestien jaar oud was met een rol in een heropvoering van The Count of Monte Cristo in 1907. Ze stond op Broadway in The Devil (1908) en The Other Fellow (1910).
Vanaf 1911 kreeg Snow bekendheid in stomme films, waaronder The Moth en The Buddhist Priestess. In haar vroege films gebruikte ze de naam Margaret Snow. In Broadway Jones (1917) speelde ze een hoofdrol als de knappe secretaresse in de Jones' kauwgomfabriek. Ze heeft nooit meer een film gemaakt na de introductie van geluid in films.
Snow trouwde twee keer. Haar eerste huwelijk was in januari 1913 met regisseur James Cruze. Hij werkte voor Famous Players-Lasky en was destijds een van de bekendste regisseurs in de filmindustrie. Tijdens de echtscheidingsprocedure in oktober 1923 getuigde Snow dat haar man haar vaak sloeg. Het stel kreeg één dochter, Julie Jane. Na de scheiding van Cruze trouwde Snow op 25 december 1925 met filmkomiek Neely Edwards.
Snow overleed in februari 1958 op 68-jarige leeftijd aan complicaties ten gevolge van een nieroperatie.